# 3rd Virginia Infantry
Troisième régiment d'infanterie de volontaires de Virginie
Le 3rd Virginia Volunteer Infantry est un régiment d'infanterie  levé en Virginie pour servir dans l'armée des États confédérés pendant la guerre de Sécession. Il s'est battu la plupart du temps avec l'armée de Virginie du Nord.

## Historique
Le 3rd Virginia Infantry est organisé à Portsmouth, en Virginie, en 1856, avec des compagnies de volontaires affectées au 7th Regiment Virginia Militia. Il entre au service de la Confédération au cours de juillet, 1861. Ses membres sont originaires de Portsmouth et Petersburg, et des comtés de Nansemond, Dinwiddie, Surry, Isle of Wight, Southampton, et Halifax.
Trois compagnies participent au combat à Big Bethel, puis le régiment est affecté à la brigade du général Colston, Pryor, Kemper, et W. R. Terry.
Il combat avec l'armée de Virginie du Nord de Williamsburg à Gettysburg, sauf quand il est détaché à Suffolk avec Longstreet. Sous les ordres de Pryor, le 3rd Virginia Infantry participe à la bataille de Williamsbug, à la seconde bataille de Bull Run et la bataille d'Antietam(p12),. Roger Pryor démissionne de sa commission de colonel du régiment le 18 août 1863 parce qu'il n'a pas de commandement de brigade(p12-13),. Plus tard, il est actif dans les combats à Plymouth, Drewry's Bluff, et Cold Harbor, le siège de Petersburg au sud et au nord du fleuve James, et à la campagne d'Appomattox Courthouse.
Cette unité comptabilise 550 hommes en avril 1862, et rend compte de 97 blessés pendant la bataille des sept jours, 19 lors de la campagne du Maryland, et 11 à Fredericksburg. Des 332 hommes engagés à Gettysburg, plus de trente-cinq pour cent sont mis hors de combat. De nombreux hommes sont capturés à Five Forks et à Sayler's Creek, et seulement 1 officier et 60 hommes se rendent en avril 1865.

## Commandants
Les officiers supérieurs sont les colonels Joseph Mayo, Jr. et Roger A. Pryor ; et les lieutenants-colonels Alexander D. Callcote, William H. Pryor, et Joseph V. Scott.
C'est le quartier-maître du 3rd Virginia, le capitaine Joseph M. Broun, qui a vendu Traveller de Robert E. Lee pour 200 $.